# L'elefante africano
L'elefante africano (The African Elephant) è un documentario del 1971 diretto da Simon Trevor.